# Geraubte Küsse
Geraubte Küsse (Originaltitel: Baisers volés) ist ein französischer Film von François Truffaut aus dem Jahr 1968 mit Jean-Pierre Léaud und Claude Jade in den Hauptrollen.
Er ist der dritte Film aus Truffauts fünfteiligen Antoine-Doinel-Zyklus. Neben Auszeichnungen wie Grand prix du cinéma français, Louis-Delluc-Preis, Prix Méliès und Bester Film 1968 war "Baisers volés" 1969 für den Oscar und den Golden Globe nominiert.

## Handlung
Der junge Antoine Doinel will einer endgültigen Fixierung auf Freundin Christine Darbon entfliehen. Er verlässt die Armee vor Ablauf seiner dreijährigen Dienstzeit, nachdem er wegen Disziplinproblemen viel Zeit im Arrest verbracht hat. Von Christines Eltern erfährt er, dass sie den Unterricht am Konservatorium wegen der Absetzung des Direktors (eine Parallele zur Affaire Henri Langlois) boykottiert hat und zum Wintersport verreist ist. Sein Schwiegervater in spe kann Antoine noch am selben Tag einen Job als Nachtportier in einem Hotel am Montmartre verschaffen. Wenig später sucht Christine ihn dort auf. Es wird klar, dass sie sich um ihn sorgt, aber auch viel netter zu ihm ist als er zu ihr. Sie verabreden sich. Antoine verliert seinen Job recht schnell, da er auf einen Privatdetektiv hereinfällt, so dass er den Detektiv und dessen Klienten in das Zimmer der Ehefrau und ihres Liebhabers führt.
Durch den Ermittler erhält er allerdings rasch eine Anschlussstellung in der Detektei Blady. Antoine berichtet Christine und ihrem Vater stolz davon. Als er im Weinkeller der Darbons einen zarten Kuss Christines mit einem leidenschaftlichen Kuss erwidert, wehrt sie ihn ab. Auch seine neue Tätigkeit als Detektiv überfordert Antoine: Als er mit Christine ein Varieté besucht, wo er den dort auftretenden Zauberkünstler beschatten soll, lässt Antoine seine Freundin kurzerhand verblüfft zurück, um den Mann zu verfolgen, verliert jedoch bald dessen Spur. Blady hält den Tagträumer wenig geeignet für Observationen und setzt Antoine nun auf einen scheinbar leichten Fall an: Er soll, angestellt im Geschäft von Monsieur Tabard, als Undercover-Ermittler herausfinden, wieso dieser von niemandem geliebt wird. Antoines Interesse an Christine, in deren zweijähriger Beziehung es bisher noch zu keinen Intimitäten gekommen ist, lässt in der Folgezeit nach, denn bald schon verliebt er sich in die deutlich ältere Madame Tabard und verlässt Christine mit der Begründung, er habe sie nie bewundert. Madame Tabard und Antoine haben eine kurze Affäre, die zu einer weiteren Kündigung Antoines führt.
Er findet nun Arbeit bei einem Fernsehreparaturdienst und kollidiert mit seinem Dienstfahrzeug ausgerechnet mit dem Wagen von Christines Vaters. Christine, die seit längerem unbemerkt von einem Unbekannten verfolgt wird, hat trotz Antoines Zurückweisung nicht das Interesse an ihm verloren und versucht ihn zu besuchen, steht aber vor verschlossener Tür. Da sie durch ihren Vater nun weiß, wo der junge Mann arbeitet, greift sie zu einer List: Als sie an einem Wochenende das Haus für sich alleine hat, manipuliert sie das Fernsehgerät, ruft bei Antoines Firma an, und prompt kommt dieser zu der bekannten Adresse. Am nächsten Morgen sitzen beide am Frühstückstisch. Als Antoine einen Zwieback beim Bestreichen mit Butter zerbricht, bringt ihm Christine den – unter Filmliebhabern legendär gewordenen – „Zwiebacktrick“ bei: Der Zwieback zerbricht nicht, wenn man einen zweiten Zwieback unter den zu bestreichenden Zwieback hält. Sie schreiben sich gegenseitig Botschaften auf Zettel, bis Antoine ihr das Ende eines Flaschenöffners wie einen Verlobungsring über den Finger streift. Als Antoine und Christine bei einem Spaziergang auf einer Parkbank sitzen, tritt der Unbekannte heran, erklärt Christine im Beisein Antoines, ihr verfallen zu sein, und gibt ihr Bedenkzeit, sich aus ihren bisherigen Bindungen zu lösen, bevor er sich wieder zurückzieht. Christine nennt ihn verrückt, Antoine bestätigt dies, und beide gehen weiter.

## Entstehung
François Truffaut stellte zunächst eine Clique an die Seite seines Alter Ego Antoine Doinel; ein Mitglied war Christine Darbon. Vor der Besetzung mit Claude Jade war die Figur der Christine noch nicht vollständig entwickelt, wie das erste Treatment zeigt: „Wir werden all das noch einmal untersuchen, da diese Persönlichkeit gänzlich geändert wird gemäß der jungen Schauspielerin, die wir dafür auswählen.“ Nachdem Truffaut am Théâtre Moderne die 19-jährige Claude Jade entdeckt hatte, änderte er das Drehbuch, und sie wurde zur Protagonistin. Truffaut war „hingerissen von ihrer Schönheit, ihrem Wesen, ihren Manieren und ihrer Lebensfreude“. Ist die Liebe zwischen Antoine und Christine der Leitfaden des Films, so arbeiteten Truffauts Co-Autoren Claude de Givray und Bernard Revon an der Detektivgeschichte.
Während der Arbeit zum Film engagierte sich Truffaut im Kampf um die Cinémathèque française. Im Februar 1968 führte er mit Jean-Pierre Léaud und Claude Jade an der Spitze die erste Demonstration  an, und die Proteste nehmen ihn in Beschlag. Claude Jade: „François kam oft zu spät, er verpasste Proben; am Ende ist es ein kleines Wunder, dass der Film so wunderbar wurde.“ Truffaut ließ viele Szenen improvisieren, was die Leichtigkeit der Erzählweise verstärkte.
Im Verlauf der Dreharbeiten verliebte sich Truffaut in seine 16 Jahre jüngere Hauptdarstellerin. Er lud sie häufig zu sich ein; die Briefe kamen wie im Film „Geraubte Küsse“ per Rohrpost. Erst nach Drehschluss gestand er ihr seine Liebe, und die beiden verlobten sich; in einem Brief bat Truffaut die Eltern Claude Jades um die Hand ihrer Tochter. Die Hochzeit war bereits in Planung, Jean-Claude Brialy und Marcel Berbert als Trauzeugen vorgesehen, doch Truffaut nahm sein Versprechen wieder zurück. Nach dem Bruch fanden Truffaut und Jade nochmals als Freunde zueinander und drehten in der Folgezeit zwei weitere Filme. Er nannte sie bis zu seinem Tod „meine dritte Tochter“.
„Geraubte Küsse“ wurde bei Publikum und Kritik ein großer Erfolg und erhielt zahlreiche nationale und internationale Auszeichnungen.

## Hintergrund
- Der Film Geraubte Küsse ist Teil des Antoine-Doinel-Zyklus. Begonnen wurde dieser mit dem Kinofilm Sie küßten und sie schlugen ihn. Ein Segment des Films Liebe mit zwanzig (Antoine und Colette) erzählt die Geschichte des Protagonisten weiter. Nach Geraubte Küsse traten die von Jean-Pierre Léaud (Antoine) und Claude Jade (Christine) gespielten Figuren in Tisch und Bett und letztmals in Liebe auf der Flucht auf.
- Der Film ist Henri Langlois, dem Leiter der Cinémathèque française gewidmet. Langlois wurde während der Dreharbeiten durch den französischen Kulturminister André Malraux seines Amtes enthoben, was zu heftigen Protesten führte, an denen sich Truffaut maßgeblich beteiligte.
- Der Titel Baisers volés ist einem Jazzstandard-Chanson von Charles Trenet, Que reste-t-il de nos amours?, entnommen, das zu Beginn und Ende des Films eingespielt wird.
- Ein weiteres, literarisches, Zitat findet sich in der berühmt gewordenen Szene, in der Fabienne Tabard den von ihrer „Erscheinung“ verwirrten Antoine fragt, ob er Musik möge. Antoines Antwort „Oui, Monsieur“ hat ihre Quelle in einer vergleichbaren Situation, die Anatole France in seinen Jugenderinnerungen Le livre de mon ami beschrieben hat.[2]

## Kritik
„Francois Truffauts glaubwürdige Beschreibung verbindet melancholisch-heitere Formen einer exemplarischen Detektivgeschichte und traumähnliche Erinnerungen zu einem poesievollen Zeugnis traditioneller wie moderner französischer Filmkunst. Eine sichere Stilübung, in die der Regisseur auch eigene Erfahrungen einarbeitete.“

„Ein durch Charme, Natürlichkeit und Spontaneität bezaubernder Film [...], der ohne viel Aufhebens die Lebensneugier seines Protagonisten in einer einfachen Detektivgeschichte spielerisch auszudrücken versteht.“

## Auszeichnungen
Geraubte Küsse wurde von Kritikern und mit Auszeichnungen (Louis-Delluc-Preis, Grand prix du cinéma français) zum besten Film des Jahres 1968 gewählt. Er gilt als einer der am meisten prägenden Beiträge französischer Filmkunst; der zweite Band über die französische Filmgeschichte Le Cinéma français von Jacques Siclier heißt: "De "Baisers volés" à "Cyrano de Bergerac", 1968-1990."
Nominierung
- Der Kinofilm Geraubte Küsse wurde im Jahr 1969 sowohl bei der Oscar-Verleihung, als auch bei den Golden Globe Awards als französischer Beitrag in der Kategorie Bester fremdsprachiger Film nominiert.

Gewinner
- Grand prix du cinéma français
- Louis-Delluc-Preis
- Prix Méliès
- Prix Fémina Belge
- Prize of the British Film Institute
- Prize of the Hollywood Foreign Association
- Meilleur film, 1969 au Syndicat Français de la Critique de Cinéma (Paris)
- Best Foreign Film, 1970 NBR - The National Board of Review of Motion Pictures (New York)

## Synchronisation
| Rolle            | Darsteller        | Synchronsprecher |
| ---------------- | ----------------- | ---------------- |
| Antoine Doinel   | Jean-Pierre Léaud | Wolfgang Draeger |
| Christine Darbon | Claude Jade       | Almut Eggert     |
| Lucien Darbon    | Daniel Ceccaldi   | Horst Niendorf   |
| Madame Darbon    | Claire Duhamel    | Inge Landgut     |
| Fabienne Tabard  | Delphine Seyrig   | Beate Hasenau    |
| Georges Tabard   | Michael Lonsdale  | Edgar Ott        |
| Julien           | Paul Pavel        | Herbert Stass    |
| Monsieur Blady   | André Falcon      | Heinz Petruo     |
| Monsieur Shapiro | Roger Trapp       | Alexander Welbat |
| Verehrer         | Serge Rousseau    | Christian Rode   |